# Narra
Narra (Bayan ng Narra) är en kommun i Filippinerna. Kommunen tillhör provinsen Palawan och ligger på ön med samma namn. Folkmängden uppgår till 56 845 invånare.
Narra är indelat i 22 barangayer.